# Exoprosopa griqua
Exoprosopa griqua är en tvåvingeart som beskrevs av Hesse 1956. Exoprosopa griqua ingår i släktet Exoprosopa och familjen svävflugor. Inga underarter finns listade i Catalogue of Life.